# Диас, Леви
Леви Диас (исп. Levi Díaz; род. 11 августа 2008, Корнелья-де-Льобрегат, Испания) —  победитель шестого сезона Испанской версии вокального шоу «La Voz Kids» в составе команды Меленди.

## Биография
Леви Диас родился 11 августа 2008 года в Корнелья-де-Льобрегате.

## Карьера

### Ранние годы
В феврале 2019 года одержал победу в конкурсе «La Voz de Cornella» в молодёжной категории, а также получил приз зрительских симпатий как «самый харизматичный участник».

### «La Voz Kids»
Леви дважды участвовал в вокальном шоу «La Voz Kids». В 2019 году он выступил на слепых прослушиваниях с песней The Carpenters «We’ve Only Just Begun», но их не прошёл. Однако два года спустя вернулся на шоу и одержал победу. Ниже представлены все выступления Леви Диаса на «La Voz Kids»:
| Выступления на La Voz Kids и результаты | Выступления на La Voz Kids и результаты | Выступления на La Voz Kids и результаты | Выступления на La Voz Kids и результаты                      |
| Выпуск                                  | Песня                                   | Оригинальный исполнитель                | Результат                                                    |
| 5 сезон (2019)                          | 5 сезон (2019)                          | 5 сезон (2019)                          | 5 сезон (2019)                                               |
| --------------------------------------- | --------------------------------------- | --------------------------------------- | ------------------------------------------------------------ |
| Слепые прослушивания                    | «We've Only Just Begun»                 | The Carpenters                          | Не прошёл                                                    |
| 6 сезон (2021)                          |                                         |                                         |                                                              |
| Слепые прослушивания                    | «Warrior»                               | Деми Ловато                             | Присоединился к команде Меленди и прошёл в выпуск «Поединки» |
| Поединки                                | «Diamonds»                              | Рианна                                  | Прошёл в выпуск «Песня на вылет»                             |
| Песня на вылет                          | «Warrior»                               | Деми Ловато                             | Through to live shows                                        |
| Полуфинал                               | «Alive»                                 | Сиа                                     | Спасён тренером                                              |
| Финал                                   | «Never Enough»                          | Лорен Оллред                            | Победитель                                                   |
| Финал                                   | «Ojalá» (с Беретом)                     | Берет                                   | Победитель                                                   |
| Финал                                   | «Mama no» (с Пабло Лопесом)             | Пабло Лопес                             | Победитель                                                   |

### Конкурс «Детское Евровидение — 2021»
16 сентября 2021 года было объявлено, что Леви Диас представит Испанию на конкурсе «Детское Евровидение — 2021». Его конкурсная песня «Reír», написанная Дэвидом Ромой, была выпущена 18 октября вместе с лирическим видео, снятом по всему Мадриду.
Конкурс состоялся 19 декабря 2021 года в Париже, Франция. По итогам голосования Леви получил 77 баллов, заняв 15-е место (из 19-ти участников).
После конкурса Леви исполнил песню на телевизионных концертах RTVE «¡Feliz 2022!» и «Gala de Reyes».

## Личная жизнь
Леви Диас находится под влиянием современной поп-музыки и является большим поклонником Фрэнка Синатры и Розалии.